# Dongsha He (vattendrag i Kina, Henan)
Dongsha He är ett vattendrag i Kina. Det ligger i provinsen Henan, i den centrala delen av landet, omkring 250 kilometer öster om provinshuvudstaden Zhengzhou.
Genomsnittlig årsnederbörd är 1 043 millimeter. Den regnigaste månaden är augusti, med i genomsnitt 193 mm nederbörd, och den torraste är januari, med 13 mm nederbörd.